# Eusèbe député
Pour plus de détails, voir Fiche technique et Distribution.
Eusèbe député est un film français réalisé en 1938 par André Berthomieu, sorti en 1939.

## Synopsis
Le clerc de notaire Eusèbe Bonbonneau se trouve malgré lui candidat à la députation. En effet, un homme d'affaires véreux, Frazier, a poussé un comparse à usurper l'identité de Bonbonneau pour pouvoir, étant député, obtenir les autorisations nécessaires à la création d'un Casino à Sanceau-les-Bains. Dans cette affaire, Frazier compte bien réaliser de beaux bénéfices. Mais Bonbonneau, le vrai, est élu tandis que le complice de Frazier est arrêté. 
Frazier ne s'embarrasse pas pour si peu et tente de se servir du nouvel élu pour obtenir l'appui ministériel. Le ministre a découvert la combinaison et reproche à Bonbonneau sa crédulité. Celui-ci, navré, démissionne. Il a d'ailleurs, au cours de l'aventure, échafaudé un rêve sentimental qui s'écroule comme le reste. 
Il restera clerc de notaire.

## Fiche technique
- Réalisateur : André Berthomieu
- Scénario : Ákos Tolnay et Jacques de Féraudy, d'après une histoire de Tristan Bernard
- Assistant réalisateur : Henri Calef
- Musique : Michel Lévine
- Photographie : Fred Langenfeld et Charles Suin
- Montage : Henri Taverna
- Sociétés de production : Compagnie Métropolitaine de Films et Productions Salkind
- Format : Son mono - Noir et blanc - 35 mm  - 1,37:1
- Genre : Comédie
- Durée : 85 minutes
- Date de sortie : 
  - 9 mars 1939 en France

## Distribution
- Michel Simon : Eusèbe Bonbonneau, un clerc de notaire qui devient député
- Elvire Popesco : Mariska, une comédienne trépidante qui manipule Eusèbe
- Jules Berry : Félix Jacassar
- André Lefaur : Le comte de Marignan
- Marguerite Moreno : Émilie Bonbonneau
- Gaston Dubosc : le notaire
- René Bergeron : Pinson
- Marcelle Rexiane : La secrétaire
- Gaston Mauger : Gaburon
- Jean Hébey : Le maître d'hôtel
- Marthe Mussine : Yvonne Solange
- Paul Demange : Le concierge